# جاك شتاينبرجر
جاك شتاينبرجر  (بالألمانية: Jack Steinberger)‏ فيزيائي ألماني أمريكي حاز جائزة نوبل للفيزياء عام 1988 بالمشاركة مع ليون ليدرمان وملفن شفارتز عن اكتشافهم نيوترينو الميون.
ولد جاك شتاينبرجر في 25 مايو 1921 بمدينة باد كيسنجن بمقاطعة بافاريا بألمانيا، وحصل على الجنسية الأمريكية ويعيش حاليا في سويسرا.

## روابط خارجية
- جاك شتاينبرجر على موقع IMDb (الإنجليزية)
- جاك شتاينبرجر على موقع الموسوعة البريطانية (الإنجليزية)
- جاك شتاينبرجر على موقع مونزينجر (الألمانية)
- جاك شتاينبرجر على موقع إن إن دي بي (الإنجليزية)
- جاك شتاينبرجر على موقع قاعدة بيانات الفيلم (الإنجليزية)